# Pośrednia Sieczkowa Turnia
Der Mittlere Sieczka-Turm (polnisch Pośrednia Sieczkowa Turnia) ist ein Berg in der polnischen Hohen Tatra mit 2205 Metern im Massiv des Sieczkowe Turnie. Auf dem Gipfel verläuft die Grenze zwischen den Gemeinden Zakopane im Westen und Bukowina Tatrzańska, konkret den Ortsteil Brzegi, in der Woiwodschaft Kleinpolen im Landkreis Powiat Tatrzański.

## Lage und Umgebung
Unterhalb des Gipfels liegen die Täler Roztokatal, konkret sein Hängetal Buchental (Dolina Buczynowa), im Osten und Seealmtal (Dolina Gąsienicowa), konkret sein Hängetal Dolina Czarna Gąsienicowa, im Westen. 

## Etymologie
Der polnische Name Pośrednia Sieczkowa Turnia lässt sich als Mittlerer Sieczka-Turm übersetzen. 

## Flora und Fauna
Trotz seiner Höhe besitzt die Pośrednia Sieczkowa Turnia eine bunte Flora und Fauna. Es treten zahlreiche Pflanzenarten auf, insbesondere hochalpine Blumen und Gräser. Neben Insekten und Weichtieren sowie Raubvögeln besuchen auch Murmeltiere und Gämsen den Gipfel.

## Tourismus
Die Pośrednia Sieczkowa Turnia sind bei Wanderern und Kletterern beliebt. Sie liegt auf dem Höhenweg Orla Perć. 

### Routen zum Gipfel
Der Höhenweg Orla Perć führt über die Skrajna Sieczkowa Turnia vom Bergpass Zawrat zum Bergpass Krzyżne.
- ▬ Ein rot markierter Wanderweg führt vom Kasprowy Wierch über die Gipfel Beskid und Mittlerer Turm (Pośrednia Turnia) sowie die Bergpässe Liliensattel (Liliowe) und Seealmjoch (Seealmjoch) auf die Seealmspitze (Świnica) und weiter zum Höhenweg Orla Perć, der beim Bergpass Riegelscharte (Zawrat) beginnt. Als Ausgangspunkt für eine Besteigung aus den Tälern eignen sich die Berghütten Schronisko PTTK Murowaniec sowie Schronisko PTTK w Dolinie Pięciu Stawów Polskich.

## Belege
- Zofia Radwańska-Paryska, Witold Henryk Paryski: Wielka encyklopedia tatrzańska. Poronin, Wyd. Górskie, 2004, ISBN 83-7104-009-1.
- Tatry Wysokie słowackie i polskie. Mapa turystyczna 1:25.000, Warszawa, 2005/06, Polkart, ISBN 83-87873-26-8.